# Brend Leeflang
Brend Leeflang (Woerden, 22 oktober 2001) is een Nederlands voetballer die als verdediger voor Brattvåg IL speelt.

## Carrière
Brend Leeflang speelde in de jeugd van Alphense Boys en Vitesse. Tussen 2019 en 2021 zat hij met enige regelmaat bij de eerste selectie van Vitesse in eredivisiewedstrijden, maar hij debuteerde nooit. Nadat hij in 2022 transfervrij vertrok bij Vitesse, tekende hij na een proefperiode een contract van een jaar bij TOP Oss. Hij debuteerde in het betaald voetbal voor TOP op 19 november 2022, in de met 3-0 verloren uitwedstrijd tegen Heracles Almelo. Hierna viel hij nog tweemaal in. In de winterstop vertrok hij naar het Noorse Brattvåg IL.

### Statistieken
| Seizoen                       | Club           | Land           | Competitie     | Competitie | Competitie | Beker | Beker | Totaal | Totaal |
| Seizoen                       | Club           | Land           | Competitie     | Wed.       | Dlp.       | Wed.  | Dlp.  | Wed.   | Dlp.   |
| ----------------------------- | -------------- | -------------- | -------------- | ---------- | ---------- | ----- | ----- | ------ | ------ |
| 2018/19                       | Jong Vitesse   | Nederland      | Tweede divisie | 1          | 0          | –     | –     | 1      | 0      |
| 2019/20                       | Vitesse        | Nederland      | Eredivisie     | 0          | 0          | 0     | 0     | 0      | 0      |
| 2020/21                       | Vitesse        | Nederland      | Eredivisie     | 0          | 0          | 0     | 0     | 0      | 0      |
| 2022/23                       | TOP Oss        | Nederland      | Eerste divisie | 3          | 0          | 0     | 0     | 3      | 0      |
| 2023                          | Brattvåg IL    | Noorwegen      | 2. Divisjon    | 20         | 1          | 1     | 0     | 21     | 1      |
| Carrièretotaal                | Carrièretotaal | Carrièretotaal | Carrièretotaal | 24         | 1          | 1     | 0     | 25     | 1      |
| Bijgewerkt op 23 oktober 2023 |                |                |                |            |            |       |       |        |        |